# Ginster-Grünspanner

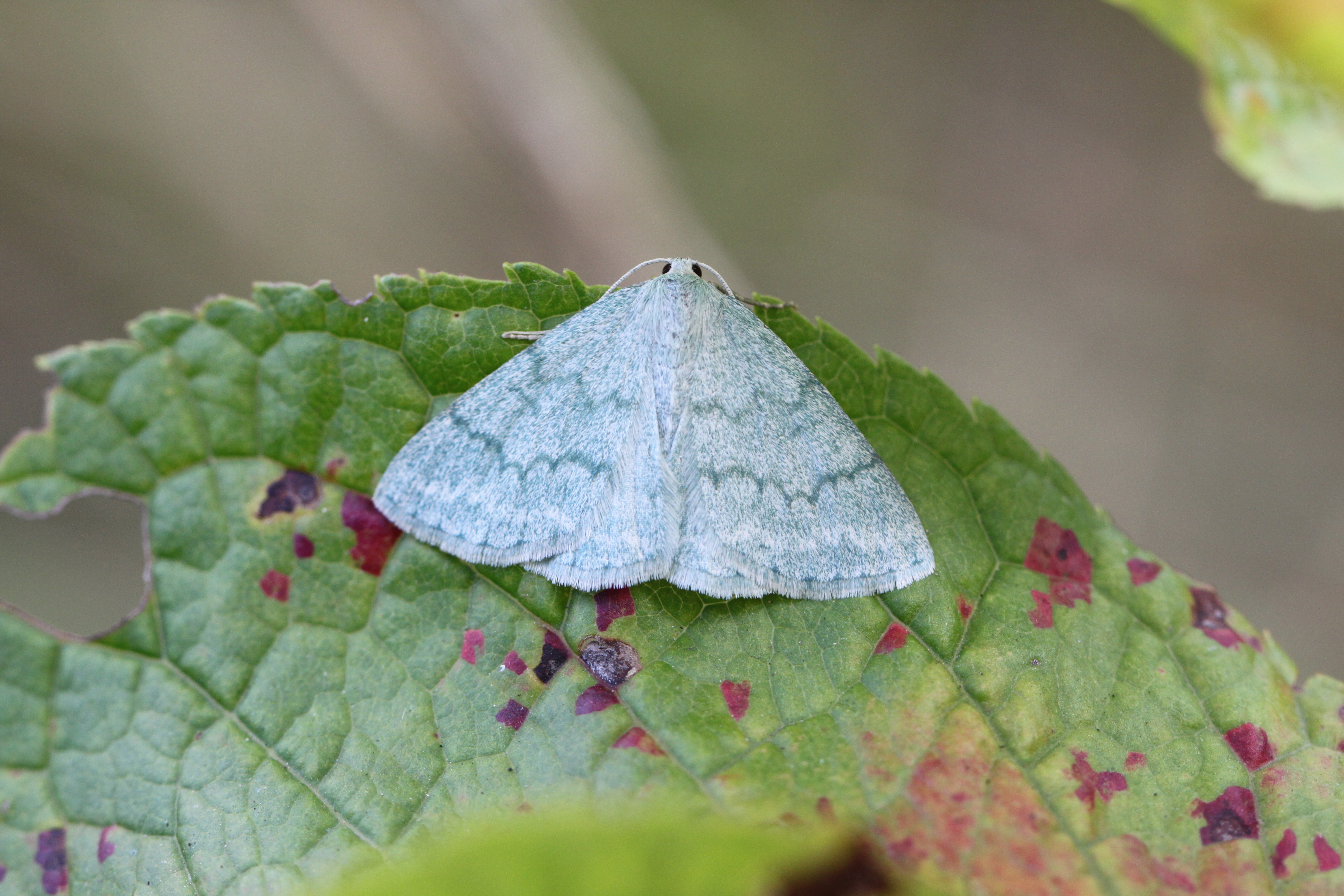
Ginster-Grünspanner

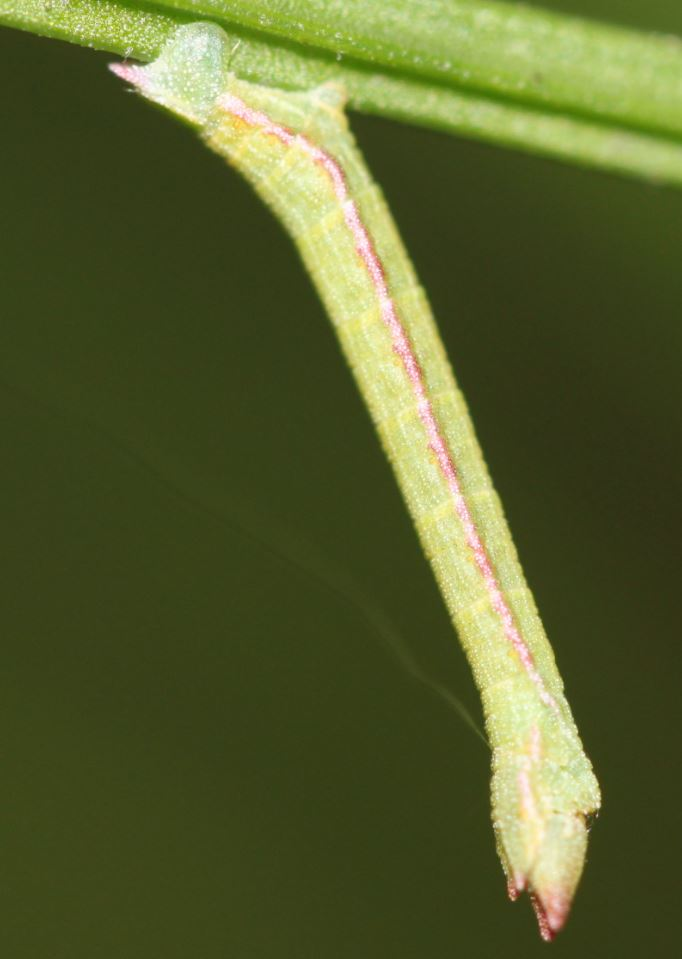
Raupe des Ginster-Grünspanners

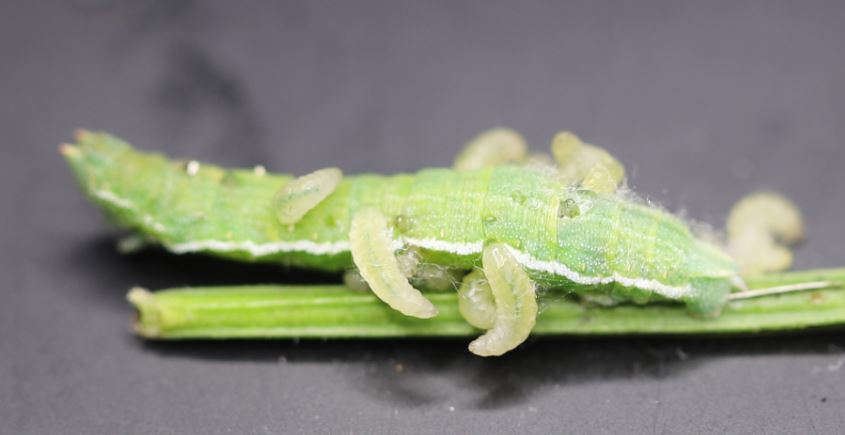
Larven vermutlich der Gattung Cotesia verlassen eine parasitierte Raupe

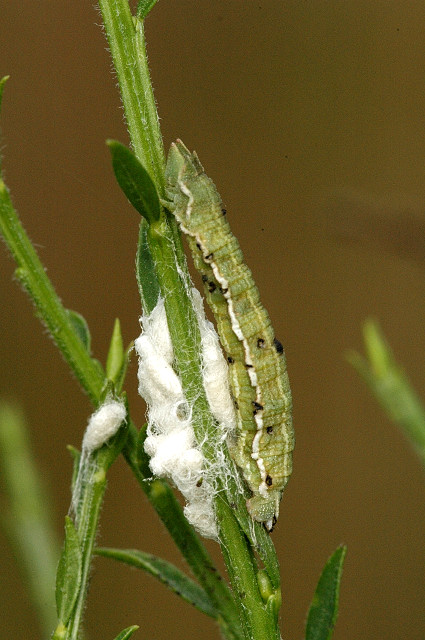
Tote Raupe des Ginster-Grünspanners mit Kokons von Brackwespen

Der Ginster-Grünspanner (Pseudoterpna pruinata), auch Blaßgrüner Ginsterheidenspanner genannt, ist ein Schmetterling (Nachtfalter) aus der Familie der Spanner (Geometridae).

## Merkmale

### Falter
Die Flügelspannweite der Falter beträgt in der Regel 25 bis 34 Millimeter, diejenige der in Richtung Ural vorkommenden Exemplare 32 bis 35 Millimeter. Die Vorderflügel sind blassgrün gefärbt und schimmern zuweilen bläulich oder hellgrau. Da die grünen Farbelemente sehr schnell verblassen, nehmen die Falter dann weißliche oder gelbliche Tönungen an. Seltener erscheinen auch braunorange gefärbte Exemplare. Charakteristisch sind zwei leicht verdunkelte Querlinien auf den Vorderflügeln sowie eine markante weiße Wellenlinie, die sich auf den Hinterflügeln fortsetzt. Auf dem Hinterleib befinden sich weißliche Haarbüschel.

### Raupe
Die Raupen haben eine grüne bis gelbgrüne Färbung. Sie besitzen zwei deutliche Spitzen am Kopf sowie eine spitz auslaufende Afterklappe und einen breiten weißen Seitenstreifen.

## Geographische Verbreitung und Vorkommen
Die Verbreitung der Art erstreckt sich durch weite Teile Europas (mit Ausnahme des hohen Nordens) und weiter östlich bis zum Kaukasus, zum Ural sowie nach Sibirien. In den Südalpen steigt sie bis auf 1500 Meter. Sie bewohnt überwiegend trockene und warme Gebiete, dazu zählen Ginsterheiden, Steppen, Halbtrocken- oder Trockenrasenflächen, Steinbrüche und Waldränder.

## Lebensweise
Die Falter leben meist univoltin in den Monaten Juni bis August, im Süden kann auch eine zweite Generation auftreten. Sie sind nachtaktiv und fliegen künstliche Lichtquellen an. Am Tage werden sie zuweilen auch aus der Vegetation aufgescheucht. Die Raupen ernähren sich bevorzugt von Besenginster (Cytisus scopariuis),  Färber-Ginster (Genista tinctoria) oder Schwarzwerdendem Geißklee (Cytisus nigricans) und überwintern.

## Gefährdung
Der Ginster-Grünspanner wird auf der Roten Liste gefährdeter Arten größtenteils als nicht gefährdet geführt, in Baden-Württemberg ist er jedoch auf der Vorwarnliste.

## Parasitoide
Der Ginster-Grünspanner hat verschiedene Parasitoide. Zu diesen zählen neben weiteren:
- Raupenfliegen (Tachinidae) – Cyzenis albicans, Epicampocera succincta, Oswaldia muscaria, Phryxe nemea, Phryxe vulgaris
- Brackwespen (Braconidae) – Bracon variator, Cotesia glomerata, Cotesia ruficrus, Cotesia salebrosa, Diolcogaster minuta, Meteorus cinctellus, Microgaster rufipes, Microplitis spectabilis, Rogas luteus
- Schlupfwespen (Ichneumonidae) – Agrypon clandestinum, Agrypon flaveolatum, Agrypon flexorium, Aoplus castaneus, Aoplus ochropis, Apechthis compunctor, Apechthis quadridentata, Apechthis rufata, Aphanistes gliscens, Barichneumon chionomus